# Alfred Sisley
Alfred Sisley (født 30. oktober 1839 i Paris, Frankrig; død 29. januar 1899 i Moret-sur-Loing), var en engelsk maler inden for impressionismen.
Alfred Sisley blev født i Paris af engelske forældre. Som elev hos Charles Gleyre 1863-1864 lærte han Claude Monet, Pierre-Auguste Renoir og Frédéric Bazille at kende og malede sammen med dem i nærheden af Fontainebleau. Han foretog fire rejser til England (1871-1897), og fra 1880 boede han i Moret-sur-Loing.
Sisley var til at begynde med påvirket af Camille Corot, men blev senere en af de førende blandt impressionisterne og udstillede sammen med dem i 1870'erne og 1880'erne. Maleriet forestillende højvandet ved Marly, er et eksempel på et impressionistisk værk med dets friske, klare farver. Hans landskabsmalerier er ofte fra Île-de-France.
Billeder af Alfred Sisley kan i Danmark ses på Ordrupgaard og Ny Carlsberg Glyptotek.

## Galleri
- Alfred Sisley i Danmark
- Pumpebygningen til Marly maskinen, der gav vand til Château de Marly og Versailles, ca. 1873, Ny Carlsberg Glyptotek
- Fabrik ved Seinen, 1873. Ordrupgaard[3] (Usine sur les bords de la Seine, Bougival et La Fabrique pendant l'inondation)

- Oversvømmelsen ved Port-Marly, 1876
- L'Inondation à Port-Marly, 1876. Musée d'Orsay
- 1876
- 1876